# 金石斛属
金石斛属（学名：Ephemerantha）是兰科下的一个属，又名暫花蘭屬，为附生兰。该属共有约1200种，分布于热带亚洲至大洋洲。